# Lotta Olsson
Lotta Olsson (1960) é uma política sueca. Ela serve como membro do Riksdag em representação do círculo eleitoral do Condado de Örebro.